# La Montagne (Haute-Saône)
La Montagne ist eine französische Gemeinde mit 38 Einwohnern (Stand: 1. Januar 2022) im Département Haute-Saône in der Region Bourgogne-Franche-Comté.

## Geographie
La Montagne liegt auf einer Höhe von 655 m über dem Meeresspiegel, neun Kilometer nordnordöstlich von Faucogney-et-la-Mer und etwa 48 Kilometer nordöstlich der Stadt Vesoul (Luftlinie). Die Streusiedlungsgemeinde erstreckt sich im äußersten Nordosten des Departements an der Grenze zum benachbarten Département Vosges, in den südwestlichen Vogesen, in der Talmulde des Ruisseau de la Montagne.
Die Fläche des 12,61 km² großen Gemeindegebiets umfasst einen Abschnitt der von Tälern durchzogenen Plateaulandschaft am Westrand der Vogesen. Der zentrale Teil des Gebietes wird von der Talmulde des Ruisseau de la Montagne eingenommen, der für die Entwässerung nach Süden zum Breuchin sorgt. Die Talmulde von La Montagne ist maximal 100 m tief in die umgebenden Plateaus eingesenkt. Zu La Montagne gehören zwei kleine Seen, Étang des Peux und Étang des Murots sowie mehrere Teiche.
Flankiert wird die Mulde im Südosten von den Roches de la Louvière (752 m), im Osten von der Höhe des Bambois (mit 808 m wird hier die höchste Erhebung von La Montagne erreicht), im Nordwesten von den Wäldern des Bois des Baumes und des Bois de Bellechaume. Diese fallen gegen Westen zu einem Seitental der Combeauté ab. Ganz im Norden reicht der Gemeindeboden auf die Waldkuppe des Giraultfaihy (803 m), welche die Wasserscheide zwischen den Tälern von Combeauté und Breuchin einerseits (im Einzugsgebiet der Rhone) und Mosel andererseits (Einzugsgebiet des Rheins) markiert. In geologisch-tektonischer Hinsicht bestehen die Höhen teils aus Sedimenten, die während der Lias abgelagert wurden, teils tritt das kristalline Grundgestein zutage. Auf den Höhen wie auch in den Tälern finden sich Ablagerungen des Quartärs. Das gesamte Gemeindegebiet gehört zum Regionalen Naturpark Ballons des Vosges.
La Montagne besteht aus verschiedenen Weilern und Gehöften:
- Le Grand Saucy (652 m) im Tal des Ruisseau de la Montagne
- Le Petit Saucy (698 m) in der Talmulde des Ruisseau de la Montagne
- Le Marchessant (630 m) am östlichen Talhang des Ruisseau de la Montagne

Nachbargemeinden von La Montagne sind Girmont-Val-d’Ajol im Norden, Rupt-sur-Moselle und La Rosière im Osten, La Longine im Süden sowie Le Val-d’Ajol (auf einem Streifen von zehn Metern) im Westen.

## Geschichte
Im Mittelalter gehörte La Montagne zur Freigrafschaft Burgund und darin zum Gebiet des Bailliage d’Amont. Die lokale Herrschaft hatten die Herren von Faucogney inne.
Zusammen mit der Franche-Comté gelangte der Ort mit dem Frieden von Nimwegen 1678 definitiv an Frankreich. La Montagne wurde erst nach der Französischen Revolution zur eigenständigen Gemeinde erhoben. Heute ist La Montagne Mitglied des Gemeindeverbandes Communauté de communes des 1000 étangs. Die Gemeinde besitzt keine eigene Kirche; sie gehört zur Pfarrei Corravillers.

## Sehenswürdigkeiten

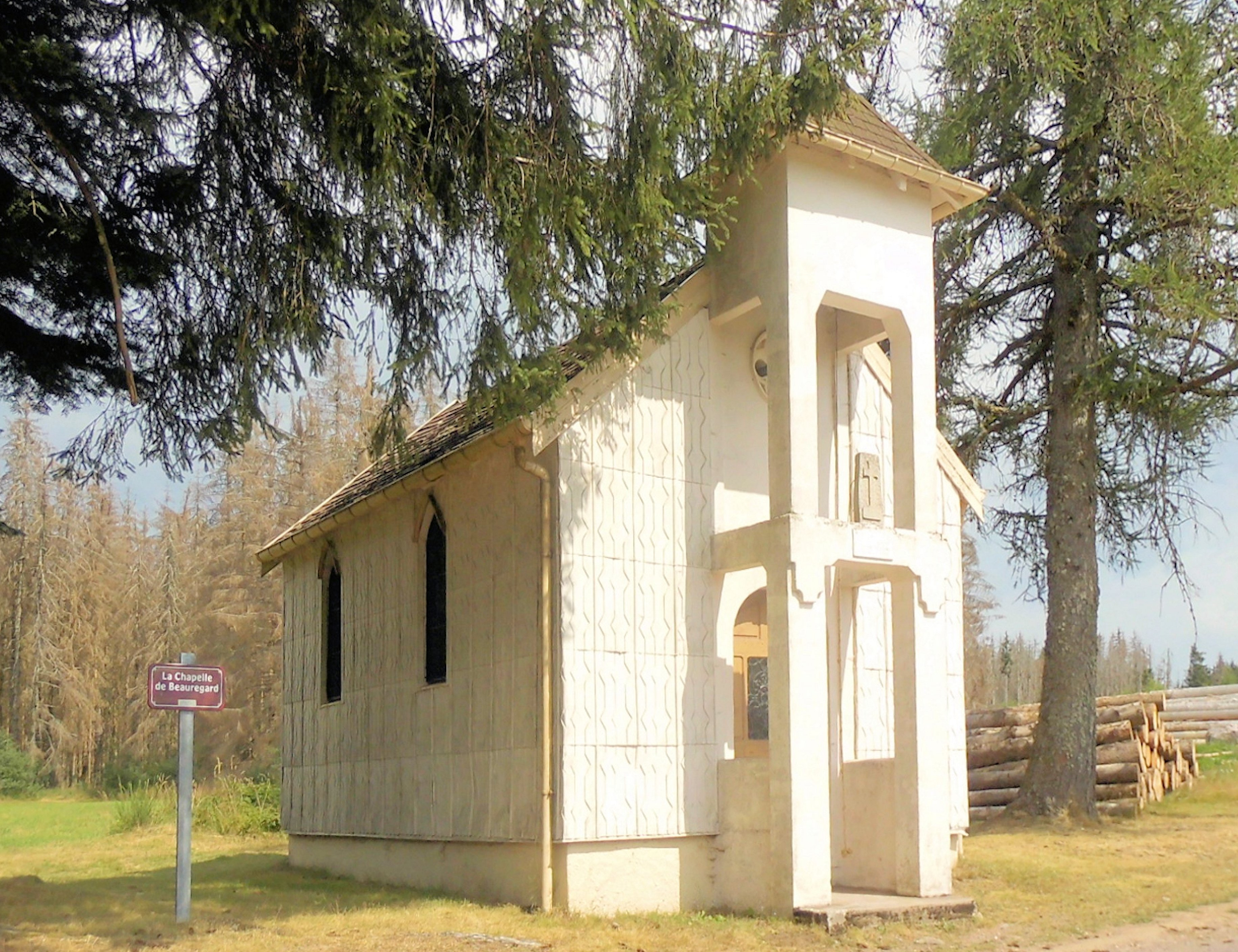
Kapelle Beauregard

Auf dem Kamm westlich der Talmulde von La Montagne steht die Kapelle von Beauregard, die 1886 erbaut wurde. Die Weiler sind geprägt durch Bauernhäuser aus dem 17. bis 19. Jahrhundert, die den traditionellen Stil der Region zeigen.

## Bevölkerung
| Jahr                       | 1962 | 1968 | 1975 | 1982 | 1990 | 1999 | 2006 | 2017 |
| Einwohner                  | 164  | 103  | 77   | 47   | 30   | 23   | 35   | 37   |
| Quellen: Cassini und INSEE |      |      |      |      |      |      |      |      |

Mit 38 Einwohnern (1. Januar 2022) gehört La Montagne zu den kleinsten Gemeinden des Départements Haute-Saône. Während des gesamten 20. Jahrhunderts nahm die Einwohnerzahl kontinuierlich ab (1881 wurden noch 538 Personen gezählt). Erst in den letzten Jahren wurde wieder ein Bevölkerungswachstum beobachtet.

## Wirtschaft und Infrastruktur
La Montagne ist noch heute ein vorwiegend durch die Landwirtschaft (Milchwirtschaft und Viehzucht) und die Forstwirtschaft geprägtes Dorf. Außerhalb des primären Sektors gibt es nur wenige Arbeitsplätze im Ort. Einige Erwerbstätige sind deshalb Wegpendler, die in den größeren Ortschaften der Umgebung ihrer Arbeit nachgehen.
Die Ortschaft liegt abseits der größeren Durchgangsachsen nahe einer Departementsstraße, die von Saint-Bresson nach Remiremont führt. Weitere Straßenverbindungen bestehen mit La Rosière und La Longine.